# The Winter King
The Winter King est une série télévisée de fiction historique britannique basée sur la série de romans The Warlord Chronicles (en) de Bernard Cornwell, prochainement diffusée sur ITVX. Aux États-Unis, sa diffusion a démarré le 20 août 2023 sur MGM+.
En France, la série est diffusée depuis le 24 octobre 2023 sur OCS.

## Synopsis
Uther Pendragon se bat pour l'unité de la Bretagne mais peine à y parvenir. Il bannit son fils illégitime Arthur, pourtant soucieux de la cohésion du pays.

## Distribution

### Principaux
- Iain De Caestecker (VFB : Yannick Besson) : Arthur Pendragon, fils illégitime du roi Uther, guerrier exilé de retour en Bretagne.
- Stuart Campbell (VFB : Valentin Vanstechelman) : Derfel Cadarn (en), guerrier saxon et disciple d'Arthur.
  - Jordan Dark : Derfel Cadarn, jeune.
- Ellie James (VFB : Prunelle Rulens) : Nimue, prêtresse païenne d'Avalon sauvée par Merlin.
  - Lucy Allix : Nimue, jeune.
- Steven Elder (VFB : Vincent Dussaiwoir) : Bedwin, évêque de Ker, conseiller du roi de Domnonée et un des trois protecteurs de Mordred.
- Ken Nwosu (en) (VFB : Maxym Anciaux) : Sagramor, vétéran numide de l'armée romaine qui a suivi Arthur après l'effondrement de l'empire romain.
- Valene Kane (VFB : Marcha Van Boven) : Dame Morgan, demi-sœur d'Arthur et autre fille illégitime du roi Uther.
- Simon Merrells (en) (VFB : Philippe Résimont) : Gundleus, roi de Silures et un des trois protecteurs de Mordred.
- Billy Postlethwaite (en) (VFB : Jonathan Simon) : Cadwys, roi guerrier d'Isca (en).
- Daniel Ings (VFB : Nicolas Matthys) : Owain, champion de Domnonée, guerrier vétéran expérimenté mais malhonnête et un des trois protecteurs de Mordred.
- Nathaniel Martello-White (VFB : Maxime Van Santfoort) : Merlin, homme politique, puissant et éclairé. Capable de faire face à la colère d'un roi, il est en connexion permanente avec les dieux.
- Eddie Marsan (VFB : Philippe Allard) : Uther Pendragon, haut-roi de Domnonée. Il jouit d'une incroyable autorité, hormis face à Merlin.
- Tatjana Nardone (VFB : Séverine Cayron) : Ladwys, guerrière païenne et amoureuse de Gundleus.
- Andrew Gower (VFB : Baptiste Sornin) : Sansum, vaguement basé sur Samson de Dol, prêtre catholique et futur évêque. Il est décrit comme antipathique et intrigant.
- Olumide Olorunfemi (VFB : Fanny Dreiss) : Lunete, amie proche de Derfel et Nimue.
- Matt Mella (VFB : Sébastien Hébrant) : Lanval, fier guerrier fidèle à Arthur.
- Jordan Alexandra (VFB : Fanny Roy) : Guenièvre, amie très proche de Ceinwyn et future épouse d'Arthur. Ambitieuse, elle a soif de pouvoir et de statut social.
- Aneirin Hughes (en) (VFB : Bruno Buidin) : Gorfydd, impitoyable roi de Powys.
- Gabriel Tierney (VFB : Pierre Le Bec) : Tristan, prince de Cornouailles et prétendant au trône.
- Emily John (VFB : Marie Braam) : Ceinwyn, fille de Gorfydd et princesse de Powys.
- Craig Parkinson (VFB : Jean-François Rossion) : Ælle, roi des Saxons.

### Récurrents
- Grace Ackary (VFB : Audrey D'Hulstère) : la reine Norwenna, jeune épouse d'Uther et mère de leur fils Mordred.
- Sagar Arya (VFB : Laurent Bonnet) : Tewdric, roi de Gwent.
- Enoch Frost (VFB : Jean-François Rossion) : Ligessac, capitaine des gardes d'Uther.
- Sifiso Mazibuko (VFB : Karim Barras) : Hywel, père de Lunete.
- Charlie Duncan (VFB : Sofia Abouatmane) : Ralla, païenne vivant à Avalon et épouse de Culwyn.
- Gwion Morris Jones (VFB : Maxence Alloing) : Culwyn, païen vivant à Avalon et époux de Ralla.
- Keith Dunphy (VFB : Michel Collige) : Raince

Version française dirigée par Bruno Buidin chez Cinéphase (Belgique), d'après une adaptation des dialogues de Jérôme Dalotel et Jean-Yves Jaudeau.

## Épisodes
1. Le Bannissement
2. Trahison
3. Le Retour du roi
4. Dangereuse gageure
5. Le Prix du sang
6. Alliance
7. Le Mariage
8. Guerre ouverte
9. L'Art de la guerre
10. Pacte avec le diable